# 大内全
大内 全（おおうち たもつ、1949年4月12日 - ）は、日本の技術者、実業家。北海道電力取締役副社長を経て、北海道電気保安協会理事長や、北海道経済連合会会長を務めた。

## 人物・経歴
北海道函館市生まれ。1972年北海道大学工学部卒業、北海道電力入社。取締役原子力部長、常務取締役泊原子力事務所長、常務取締役発電本部長、取締役副社長を経て、2011年北海道電気保安協会理事長。2014年から北海道経済連合会会長を務め、北海道新幹線延伸前倒し問題などにあたった。2015年から体調に問題が生じ2016年に退任した。北海道食産業総合振興機構理事長、北海道科学技術総合振興センター理事長等も歴任した。